# جورج هنری ویلیامز
جورج هنری ویلیامز (انگلیسی: George Henry Williams؛ زاده ۲۶ مارس ۱۸۲۳ - درگذشته ۴ آوریل ۱۹۱۰) سناتور سابق عضو جمهوری‌خواه بود. وی در سال ۱۸۶۵ تا ۱۸۷۱ میلادی سناتور ایالت کالیفرنیا در سنای ایالات متحده آمریکا بود.